# Yauco (gemeente)
Yauco is een van de 78 gemeenten (municipio) in de vrijstaat Puerto Rico.
De gemeente heeft een landoppervlakte van 177 km² en telt 46.384 inwoners (volkstelling 2000).